# 素波里神社
素波里神社（すばりじんじゃ）は、秋田県山本郡藤里町粕毛字岩合にある神社である。ご神体は不動明王立像である。その他に脇侍、矜羯羅童子、制多迦童子の木像がある。「藤里町」の名前の2字目にある「里」は、「素波里」の「里」から取っている。

## 沿革
素波里神社の創建は不明であるが、1712年（正徳元年）の神社調べに記載されていることから、それ以前に創建されたことは確実である。1843年（天保14年）の『粕毛村神社書上書』によれば、開基は奥州錦戸殿とある。錦戸殿は1200年（正治2年）4月に死亡していることから、建久年間（1190年 - 1200年前後）の開基ではないかとも言われている。
古名を岩切沢不動堂、山号は青黒山、寺号は峰大寺といったが、神仏分離によって社名を素波里神社に、祭神を不動明王から日本武尊に改め、末社の牛頭天王を素盞嗚神に改めた。

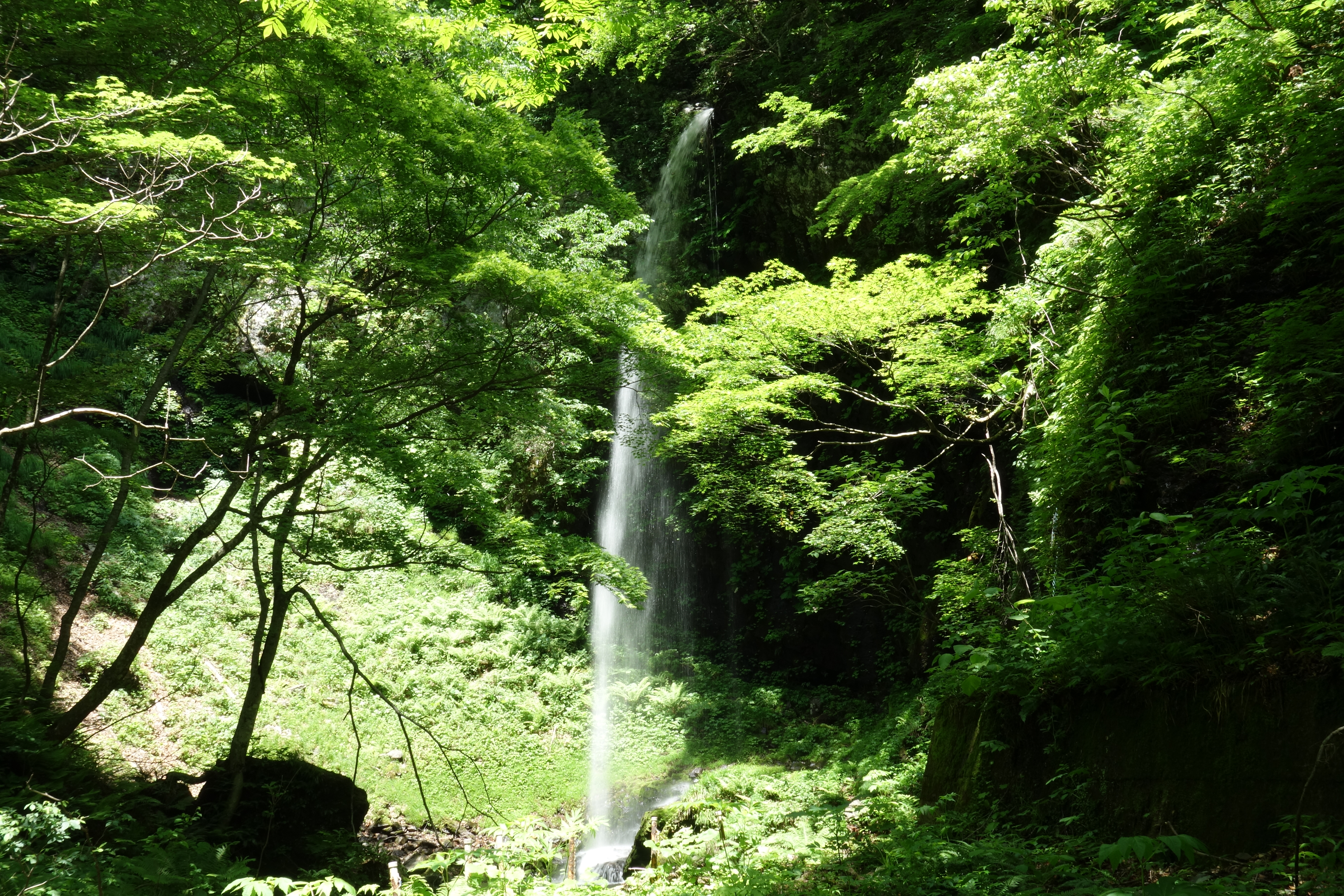
素波里不動の滝

## 社殿
創建当時の社は、現在の社殿がある西側台地の滝を望める場所にあったとされる。1702年（元禄15年）に郷中で創建、1813年（文化10年）藤琴村の市川孫兵衛が新築して寄進、1846年（弘化3年）と1938年（昭和13年）にそれぞれ再建されて現在に至る。1972年（昭和47年）の大洪水の際、素波里ダムの緊急放水により浸水被害を受ける。その後、防水のために堤防が作られ、以前のような川の畔に立つ社の景観を失った。
奉納物は1692年（元禄5年）の鰐口を始め多数ある。1867年（慶応3年）と1869年（明治2年）の俳句献額には、幕末期や明治初期の秋田県俳句界著名人の献額がある。また、社の前には石灯籠や狛犬などが献納されている。1989年（平成元年）には、地元出身のバスケットボール指導者の加藤廣志より「能代工業バスケットボール全国優勝30回記念」の碑と水盤の石が献納されている。加藤廣志は2018年平成30年3月に亡くなったが、妻テイが同年7月に同神社の手水舎の屋根と柱を寄進している。手水舎は幅4メートル、高さ3メートル。銅板葺きで、バスケットゴールの柱に見立てたイチイの支柱が特徴である。加藤廣志は、能代工業バスケットボール部の監督を退いてからも年に一度は参拝し、亡くなる前年も訪れていたが、水盤の石が長く野ざらしに近い状態だったのを気にかけていたという。
神社奥すぐに素波里ダムの施設があるが、この脇を通り過ぎて左奥に行くと、素波里不動の滝がある。滝下には数個の献納された観音像がある。

## 伝説
口伝によれば、円仁が自作の不動明王を祀ったのが始まりだとか、安倍氏が敗れてこの地に逃れて来たときに、背負ってきた不動像をこの地に置いたのが始まりだとか、粕毛村谷地にあった館に立ち寄った比内浅利氏の氏神が始まりだという説もある。いずれの説も、戦いに敗れて素波里の奥地にある大開（現在の猿ヶ瀬素波里園地）を目指したものの、道が険しく素波里に置き去りにしたものを、地元の里人が小屋を建てて安置したものであることは一致している。

## 菅江真澄の記録
菅江真澄は1802年に素波里神社を訪れ、その内容を『しげき山本』に記している。真澄が神社につくと「青黒山」と書いた額があった。鉄製の小さな剣が神社の梁に隙間無く並べられていた。不動の滝に行くと滝の奥にも道があって3人の男が歩いていった。神社に戻り、川をさかのぼって来た舟に乗せてもらい「すばり」という迫りたつ岩の間を進んだ。岩は高くそびえ、淵は青く深かったが、水は底まで澄んで透き通り清らかだった。なお進むと、岩壁がますます迫ってきて、桃源郷を訪れたような気分になったと記している。その後、雷鳴が鳴り響いて来たので舟は引き返している。

## 石井忠行の記録
久保田藩士であった石井忠行は、『伊頭園茶話』第15巻（明治7年）に素波里神社（不動）のことを記録している。石井は久保田藩の巡検使だった井口経包(亘)の『六郡御界目巡回雑記』（1789年）を抜粋しているが、井口は実際に素波里神社を訪れておらず、粕毛村の肝煎だった安保万右衛門からの聞き取りを記しているため、石井は井口の記録を修正する形で素波里神社を紹介している。粕毛川を2里ほど遡れば素波里の不動があり、西向かいの滝があることを記している。また、不動堂の前の川から川上に舟で行くと、石に切れ目があり、塩俵を積み重ねたように見える所があり、他に見たことがないような面白い景色を見ることができるとしている。また、不動の滝は六尺にならない程度に細く流れているとしている。石井忠行が見た場所には、現在素波里ダムが建設されている。

## 歌人の訪問

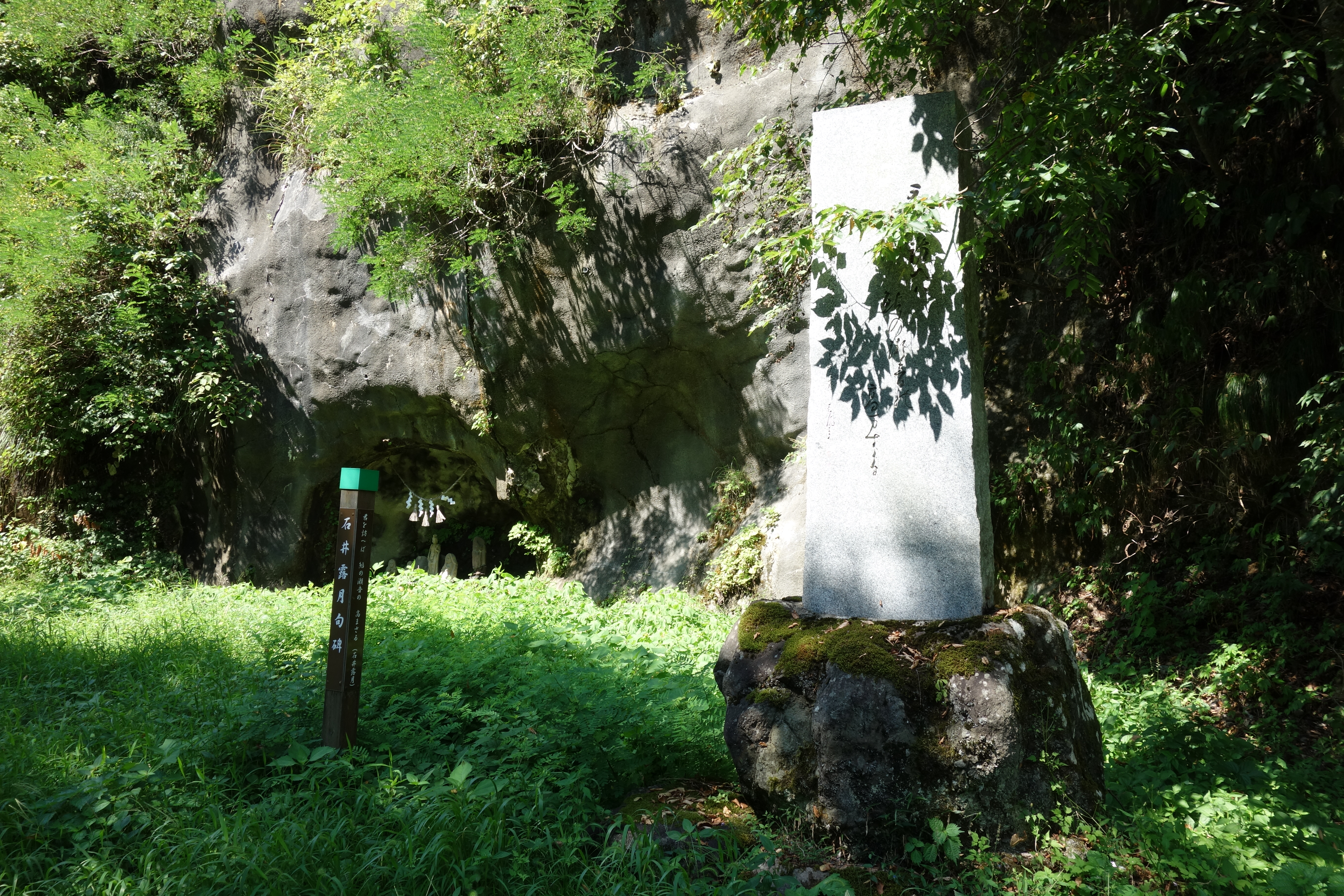
素波里 石井露月の歌碑

1928年（昭和3年）8月22日名和三幹竹、石井露月、島田五空など10名ほどの歌人が素波里を訪問した。素波里神社や周囲の風景の中で沢山の句を詠みながら散策した。その後、穂波（安保小市郎）校長に歓待され米田小学校に宿泊する。翌23日、帰路粕毛村村長の佐々木隆吉宅を訪問し、そこで佐々木北涯の素波里行の遺筆を見て、正午にきみまち阪を散策した。石井露月の歌は鮎を歌ったものが多い。石井露月は27日、戸米川小学校での校長の送別会でのあいさつの壇上で倒れそのまま死亡する。生家近くの秋田市雄和女米木猫沢の高尾神社里宮の境内には露月の歌碑が建っている。その内容は「花野ゆく耳にきのふの峡の声」とあり、この歌碑は素波里峡谷を歌ったものとされている。秋田県内の露月の歌碑は11基ある。
素波里には5体の石仏の前に1991年（平成3年）12月建立された石井露月の歌碑がある。「君を訪へば鮎の瀬音の高まさる」

## その他
- 素波里ダムができる前はこの地は左右の崖が迫る景勝地で、菅江真澄、石井忠行、狩野旭峰、石井露月その他の有名な文人墨客が多く訪れ、探訪記を残している。
- 昔日の祭典は近郊からの参拝者が非常に多く、大変にぎやかであったといわれる。
- 「すばり」という語は「すぼまって狭い」という意味で、同じ藤里町でも藤琴川の奥に素波里という地名があり、同じく渓谷地形である。